# San Ramón, Nicaragua
San Ramón är en kommun (municipio) i Nicaragua med 35 474 invånare (2012). Den ligger strax väster om Matagalpa i den centrala delen av landet, i departementet Matagalpa. San Ramón är en bergig jordbruksbygd med omfattande kaffeproduktion.

## Geografi
San Ramón gränsar till kommunerna El Tuma - La Dalia i norr, Matiguás i öster, Muy Muy i söder samt Matagalpa i söder och väster.

## Historia
San Ramón är ett gammalt indiansamhälle som 1750 hade ungefär 100 invånare. På slutet av 1800-talet inkorporerades San Ramón i grannkommunen Matagalpa men 1904 blev den återigen en sjlvständig kommun. År 2008 upphöjdes kommunen till rangen av ciudad (stad).

## Näringsliv
Kommunens huvudnäring är kaffeproduktion. En annan viktig gröda är passionsfrukt. Det finns över 100 producenter, och genom kooperativet Comanor exporterar de frukten över hela landet samt till El Salvador och Costa Rica.
Kommunen har också en livskraftig ekoturism. Den mest kända destinationen är den ekologiska kaffegården Finca Esperanza Verde, som ligger uppe i Dariensebergen med fin utsikt över Matagalpadalen.